# Martin Hellman
Martin Edward Hellman (New York, 2 ottobre 1945) è un informatico e crittografo statunitense.
È noto per gli studi sulla crittografia che ha condotto nei primi anni settanta insieme a Whitfield Diffie e Ralph Merkle. Nel 1976 ha pubblicato, insieme a loro, New Directions in Cryptography, un articolo che esponeva un nuovo metodo per la soluzione del principale problema dei sistemi crittografici, lo "scambio della chiave". Tale metodo, che è divenuto famoso come scambio di chiavi Diffie-Hellman, ha portato rapidamente alla nascita della crittografia a chiave pubblica.

## Biografia

### Formazione
Nato nel 1945, consegue la laurea all'università di New York nel 1966, poi il master universitario nel 1967, ed infine il dottorato nel 1969, sempre in ingegneria elettrotecnica.

### Ricerca
Nel 1976 pubblica insieme a Whitfield Diffie l'articolo New Directions in Cryptography,
dove risolvono uno dei fondamentali problemi della crittografia, lo scambio delle chiavi tra due parti,
introducendo il metodo che oggi porta i loro nomi: l'algoritmo Diffie-Hellman.
L'opera sarà di grande stimolo allo sviluppo delle ricerche di una nuova classe di algoritmi di cifratura, detti a chiave asimmetrica.

Dal 1968 al 1969 lavora al centro di ricerca Watson di IBM,
dove conosce Horst Feistel, il crittografo tedesco noto per l'omonimo cifrario.
Ricopre il ruolo di professore assistente al MIT dal 1969 al 1971,
quando diventa professore presso la Stanford University dove è nominato professore emerito nel 1996.

### Onorificenze
Hellman e Diffie, per i loro studi sulla crittografia a chiave pubblica e per aver aiutato la crittografia stessa a divenire una materia della ricerca accademica, sono insigniti nel 2000 della Borsa Marconi, un riconoscimento con premio in denaro che annualmente assegna la Fondazione Marconi (con sede presso la Columbia University) a chi si distingue per gli studi nella scienza e nella tecnologia.
Nel 2016 i due sono insigniti del Premio Turing 2015 per i loro contributi fondamentali che su tali tematiche, che costituiscono la base di protocolli di sicurezza di largo utilizzo in Internet in quei decenni.